# Grottaferrata
Grottaferrata település Olaszországban, Lazio régióban, Róma megyében. Lakosainak száma 20 494 fő (2023. január 1.). Grottaferrata Ciampino, Frascati, Monte Porzio Catone, Monte Compatri, Róma, Castel Gandolfo, Marino és Rocca di Papa községekkel határos.

## Népesség
A település lakossága az elmúlt években az alábbi módon változott:
| Lakosok száma | 20 450 | 20 460 | 20 494 |
|               | 2017   | 2018   | 2023   |